# 相对论的意义
《相对论的意义》（英語：The Meaning of Relativity）是阿尔伯特·爱因斯坦的一本科普书籍，整理自其1921年在普林斯顿大学的四场讲座，1922年由普林斯顿大学出版社出版，列入普林斯顿科学文库。